# Чарльз Шваб
Чарльз Роберт Шваб (англ. Charles Robert Schwab; нар. 29 липня 1937, Сакраменто) — американський інвестор та фінансовий директор. Засновник корпорації «Charles Schwab Corporation». Чарльз Шваб започаткував дисконтний продаж власних цінних паперів, починаючи з 1975 року. Його компанія стала найбільшим дилером цінних паперів зі знижками в США. У 2008 році він пішов у відставку з посади генерального директора «Charles Schwab Corporation», але залишається головою та є найбільшим акціонером компанії.
Станом на травень 2021 року його статки Forbes оцінюють у 10,6 мільярдів доларів, що робить його 210-м найбагатшою людиною у світі.